# 遊撃騎兵隊
遊撃騎兵隊（ゆうげききへいたい、別名「飛行中隊」:escadron volant）とは、フランス王国ヴァロワ朝時代の王妃であるカトリーヌ・ド・メディシス直属の女官集団の俗称で、密偵活動を生業としていた。
主に政治の要人に向けて夜這いやハニートラップを仕掛け失脚させたり、機密情報を収集する事に暗躍した。
カトリーヌ・ド・メディシス指示のもとフランス国内の美女を集めて構成されて、結成当初は80人程度であったが全盛期では三百人程度まで増員された。

## 遊撃騎兵隊の代表的なメンバー

### ラ・ベル・ルーエ
ナバラ王アントワーヌ・ドゥ・ブルボンの元に遊撃騎兵隊のラ・ベル・ルーエが送られた後に、カトリーヌ・ド・メディシスによって王国総司令官に任命されてカトリックに改宗したとされる。

### リムーユ
ルイ1世 (コンデ公)の元に遊撃騎兵隊のリムーユが送られて懐柔したとされる。コンデ公は当初ユグノーの一員としてカトリックと対立関係にあったが、カトリーヌ・ド・メディシスとアンボワーズの和議を交渉するようになった。